# 1973
1973 fon un any comú del calendari gregorià (MCMLXXIII) començat un dilluns.

## Esdeveniments
Països Catalans
- 5 de gener, Cerdanya: S'autoritza el funcionament del camp d'aviació de la Cerdanya com a aeròdrom privat.[1]
- 17 d'abril, S'estrena a RTVE (només per a Catalunya) el programa Giravolt, el primer informatiu setmanal en català de la televisió espanyola, després de Mare Nostrum, que era mensual.[2]
- 26 de setembre, Barcelona: Detenció de Salvador Puig i Antich.
- 1 de desembre, Barcelona: Lluís Maria Xirinacs i Damians inicia una vaga de fam davant de la presó model per reclamar l'amnistia dels presos polítics antifranquistes que durarà 42 dies.

Resta del món
- 1 de gener: Dinamarca, Irlanda i el Regne Unit entren a formar part de la Comunitat Econòmica Europea, de manera que el número d'Estats membres augmenta de sis a nou.
- 27 de març, Hollywood, Califòrnia, EUA: Marlon Brando rebutja l'Oscar que li concedeix l'Acadèmia de les Arts i les Ciències Cinematogràfiques.
- 11 de març, Buenos Aires, Argentina: Héctor José Cámpora, candidat del front justicialista d'alliberament (coalició de peronistes, conservadors, demòcrates-cristians) arriba al capdavant de la presidencial a l'Argentina. La junta ho declara oficialment elegit el 30 de març.
- 4 d'abril, Nova York, Estats Units: s'inaugura el Word Trade Center.[3]
- 9 d'abril: Israel llença l'operació Primavera de Joventut al Líban amb la finalitat d'assassinar importants dirigents de l'OLP com a reacció a la Massacre de Múnic.[4]
- 11 d'abril, San Juan (Puerto Rico): Es funda la Biblioteca Nacional de Puerto Rico
- 17 d'abril - Estats Units: es produeix la primera aparició de Blade, creat per Marv Wolfman i Gene Colan, a les pàgines de The Tomb of Dracula nº 10 de Marvel Comics.
- 27 de juny, Uruguai: les forces armades, amb el suport del president constitucional Juan María Bordaberry Arocena, prenen el control del país. Té lloc el cop d'estat d'Uruguai i comença la dictadura cívico-militar (1973-1985).[5]
- 3 de juliol, Hèlsinki, Finlàndia):Inici de la Conferència de Hèlsinki, o Conferència sobre Seguretat i Cooperació a Europa(CSCE), celebrada a Hèlsinki entre el 1972 i el 1975, era hereva del Tractat de Seguretat Col·lectiva a Europa, firmat a Moscou el 1954.[6]
- 11 de setembre -
  - Xile: Cop d'estat de l'11 de setembre de 1973, les forces armades dirigides pel general Augusto Pinochet prenen el control del país; el president Salvador Allende mor al Palacio de la Moneda.
  - Estats Units: es publica el número 19 d'Adventure into Fear on té lloc la primera aparició de Howard the Duck, creat per l'escriptor Steve Gerber i el dibuixant Val Mayerik.[7]

### Còmics i literatura
- Es funda Ediciones Akal

L'autor Go Nagai començà a publicar la sèrie Cutie Honey.
- Es funda CLE International
- Fundació del Banc Nugan Hand
- Estrena de la pel·lícula The Candy Snatchers
- Publicació de la novel·la Da'i-i jan Napoli

### Premis Nobel
| Camp                  | Guardonats                                             |
| --------------------- | ------------------------------------------------------ |
| Física                | - Leo Esaki - Ivar Giaever - Brian David Josephson     |
| Química               | - Ernst Otto Fischer - Geoffrey Wilkinson              |
| Medicina o Fisiologia | - Karl von Frisch - Konrad Lorenz - Nikolaas Tinbergen |
| Literatura            | - Patrick White                                        |
| Pau                   | - Heny Kissinger - Lê Đức Thọ                          |
| Economia              | - Wassily Leontief                                     |

## Naixements
| # | M/d   | Nom i llinatges        | Activitat  | Origen  |
| - | ----- | ---------------------- | ---------- | ------- |
| 1 | 10/22 | Andreu Palop i Cervera | futboliste | alcudià |

Països Catalans
- 13 de febrer, Badalona, Barcelonès: Miguel Poveda, cantaor de flamenc.
- 17 de febrer, Taradell, Osona: Lluís Codina Codina, futbolista del Gimnàstic de Tarragona entre altres equips.
- 18 de febrer, Badalona: Melanie Olivares, actriu catalana.
- 1 de març, Silla, Horta Sud: Andrés Valero Castells, compositor, pedagog musical i director d'orquestra valencià.
- 6 de març, Onda, Plana Baixa: Carme Juan, actriu i cantautora valenciana, llicenciada en Art Dramàtic i diplomada en Treball Social.[8]
- 18 de març, Cervera: Xavier Puig Ortiz, director d'orquestra i de cor.
- 19 de març, Barcelona: Meritxell Batet, advocada i política catalana, ha estat diputada i presidenta del Congrés dels Diputats.[9]
- 22 de març, Mar del Plata: Graciela Noemí Ferrer Matvieychuc, economista i política valenciana, ha estat diputada a les Corts Valencianes.[10]
- 5 d'abril, València: Encarna Cervera Mañas, advocada i política valenciana, ha estat diputada a les Corts Valencianes i inhabilitada.[11]
- 9 de maig, Alcoi: Gemma Miralles Esteve, actriu, directora escènica, autora valenciana.[12]
- 12 de maig, Alcoi: Patricia Blanquer Alcaraz, economista i política valenciana.[13]
- 15 de maig, Breda: Marta Sibina, activista i infermera catalana, membre de Cafè amb llet.[14]
- 30 de maig, Barcelona: Marina Garcés, filòsofa i assagista catalana.[15]
- 10 de juny, Barcelona: Natàlia Via-Dufresne Pereña, regatista catalana guanyadora de dues medalles olímpiques.[16]
- 14 de juny, el Masnou, el Maresme: Pamela Isús, política catalana, alcaldessa de Sant Pere de Vilamajor.[17]
- 16 de juny, Canet de Mar, el Maresme: Sandra Morro Latorre, portera d'hoquei sobre patins catalana.[18]
- 4 de juliol, Barcelona: Eva Sanz Sanz, atleta catalana especialitzada en curses de fons.[19]
- 14 de juliol, Gavà, Baix Llobregat: Candela Peña, actriu de cinema catalana.[20]
- 31 de juliol, Figueres: Helena Tornero i Brugués, autora, directora, professora i traductora de teatre.[21]
- 8 d'agost, Barcelona: Marta Reynal-Querol, economista catalana, professora de recerca.[22]
- 12 d'agost, Barcelona: Emma Roca, corredora i esquiadora de muntanya, doctora bioquímica i bombera professional.[23]
- 28 d'agost, Mallorca: Marta Barceló i Femenías, actriu, guionista, escriptora.[24]
- 6 de setembre, Oriola: Pepa Aniorte, actriu valenciana.[25]
- 7 de setembre, Alacant: Laura Pamplona, actriu, model i cantant valenciana.[26]
- 13 de setembre, València: Rosa de Falastín Mustafá Ávila, psicòloga i política valenciana.[27]
- 18 de setembre, 
  - Igualada: Neus Sanz i Escobar, actriu catalana de teatre, televisió i cinema.[28]
  - Sant Sadurní d'Anoia: Dolors Montserrat i Montserrat, advocada i política catalana.[29]
- 26 de setembre, Pierola: Meritxell Cucurella-Jorba, poeta, dramaturga, activista cultural.[30]
- 27 de setembre, Lleida: Núria Codina i Ales, atleta catalana, especialista en curses d'ultra trail.
- 8 de novembre, Badalona: Mar Xantal i Serret, exjugadora catalana de bàsquet.[31]
- 5 de novembre, València: Isaura Navarro i Casillas, sindicalista, advocada i política valenciana.
- 24 de novembre, Buenos Airesː Victoria Szpunberg, dramaturga i docent d'arts escèniques.[32]
- 12 de desembre, la Seu d'Urgell, Alt Urgell: Teresa Colom i Pich, poeta i escriptora andorrana d'origen urgellenc.
- Mataró: Blanca Casas Brullet, artista.

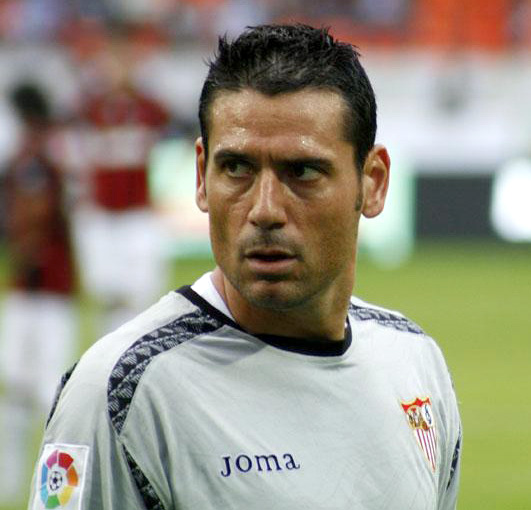
Andreu Palop
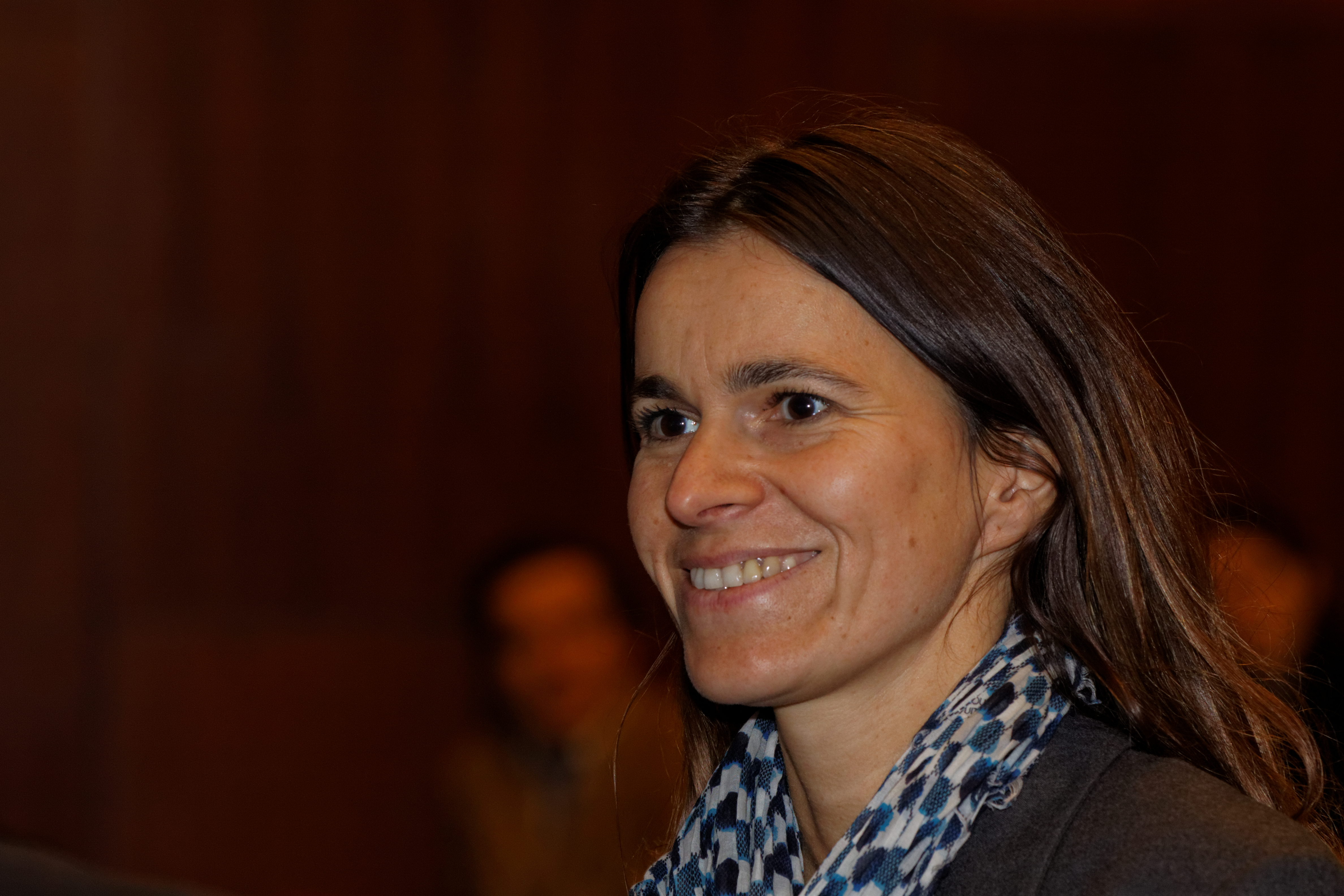
Aurélie Filippetti

Resta del món
- 12 de gener, Istanbul, Turquia: Hande Yener cantant, compositora i productora turca.
- 30 de gener, Bucarest: Mihaela Ciobanu, jugadora d'handbol d'origen romanès, nacionalitzada espanyola.[33]
- 31 de gener, Horsham, Victòria: Portia de Rossi, actriu australianoestatunidenca de televisió i cinema.[34]
- 22 de febrer, Madrid: Olalla García, novel·lista i historiadora espanyola
- 16 d'abril, Portoviejo, Equador: Teddy Cobeña, escultor figuratiu i d'art contemporani.
- 20 d'abril:
  - Torí, Itàlia: Gabry Ponte, discjòquei italià.
  - Bakú, RSS d'Azerbaidjan, URSS: Isabel dos Santos, inversora i empresària d'angolesa.
- 21 d'abril, Lubango, Portugal: Bárbara Guimarães, periodista portuguesa.
- 29 d'abril, Pamplona: Jesús María Serrano Eugui, futbolista del Gimnàstic de Tarragona entre altres equips.
- 30 d'abril, Missouri: Akon, cantant i compositor de rap i R&B, amb èxits com Lonely i Blame it on me.
- 22 de març, Cali: Julio Ríos Gallego, enginyer
- 23 de maig, Xangai: Pauline Chan Bo-Lin, actriu de cinema.
- 26 de maig, Brno, República Txeca: Magdalena Kožená, mezzosoprano txeca.[35]
- 17 de juny, Villerupt: Aurélie Filippetti, professora, novel·lista, escriptora i política francesa.[36]
- 21 de juny, 
  - Bratislava: Zuzana Čaputová, advocada, política, presidenta d'Eslovàquia.[37]
  - Los Angeles, EUA: Juliette Lewis, actriu i cantant estatunidenca.[38]
- 20 de juliol, Ciutat de Mèxic, Mèxic: Roberto Orci, guionista i productor de cinema i televisió mexicà.
- 27 de juliol, Teheran, Pèrsia: Cassandra Clare, escriptora estatunidenca nascuda a l'Iran.[39]
- 1 d'agost: Edurne Pasaban, alpinista basca, primera dona a fer els catorze cims de vuit mil metres del planeta.[40]
- 3 d'agost, Madrid: Pilar Llop Cuenca, jutgessa i política espanyola.[41]
- 28 d'agost, Càceres, Espanya: Irene Cardona Bacas, directora de cinema espanyola.[42]
- 14 de setembre, Londres, Anglaterra: Andrew Lincoln, Actor britànic.
- 18 de setembre, Welkom, Sud-àfrica: Mark Shuttleworth, informàtic, empresari i el primer astronauta sud-africà.[43]
- 30 d'octubre:
  - Silvia Corzo, presentadora de notícies colombiana.
  - Adam Copeland "Edge", lluitador professional canadenc.
- 3 de novembre, Zuheros, Còrdova: Remedios Zafra, escriptora i investigadora espanyola.[44]
- 4 de novembre, Edmonton, Canadà: Steven Ogg, Actor canadenc i actor de veu.
- 29 de novembre, Cardiff, Gal·les: Ryan Giggs, futbolista gal·lès.
- 2 de desembre, Novi Sad, Sèrbia: Monica Seles, tennista que va arribar a ocupar el número 1 del rànquing mundial.[45]
- 4 de desembre, Los Angeles, Califòrnia: Tyra Banks, model i presentadora de televisió estatunidenca.[46]
- 16 de desembre, Moçambic: Mariza, cantant de fados de projecció internacional.[47]
- 20 de desembre, Salim Chartouni, futbolista
- Tolosa, Llenguadoc: Vanessa Alice Bensimon més coneguda pel seu sobrenom Miss Van, artista pictòrica instal·lada a Barcelona.
- Bagdad, Iraq: Abbas Khider, escriptor
- Ahmed Saadawi novel·lista, poeta, guionista i realitzador de documentals iraquià.

## Necrològiques
Països Catalans
- 17 de gener:
  - Castelló de la Plana: Juan Adsuara Ramos, escultor valencià (81 anys).
  - València: Salvador Carreres Zacarés, historiador valencià (90 anys).
- 22 de gener, Sabadell, Vallès Occidental: Joan Puig i Pujol, escriptor i polític català (81 anys).
- 31 de gener, Saragossa: Zoe Rosinach Pedrol, farmacèutica lleidatana, primera doctora en farmàcia d'Espanya[48]
- 22 de febrer, Hytheː Elisabeth Bowen, escriptora irlandesa en llengua anglesa[49]
- 16 d'abril, Tarancón, Conca: Nino Bravo, cantant melòdic valencià (28 anys).[50]
- 20 d'abril, Barcelonaː Consol Pastor Martínez, bibliotecària catalana, de la primera promoció de l'Escola de Bibliotecàries[51]
- 3 de maig, València: Amparo Martí, actriu teatral valenciana[52]
- 19 de maig, Ciutat de Mèxic: Carles Parès i Guillèn, metge cirurgià català (65 anys).[53]
- 20 de maig, Madrid: Joaquim Bau i Nolla, primer comte de Bau, fou un advocat, comerciant i polític català[54]
- 2 de juny, Barcelona: Consol Tomàs-Salvany i Claramunt, pintora catalana [55]
- 7 de juliol, Palma: Bel Rollet, personatge popular de Palma[56]
- 10 de juliol, Barcelona: Montserrat Alberich i Escardívol, artista mecanògrafa.[57]
- 24 de juliol, Perpinyà: Balbina Pi i Sanllehy, dirigent anarcosindicalista catalana[58]
- 23 d'agost, Huelva, Andalusia: José Nogué Massó, pintor català (93 anys).
- 28 d'agost, Exeter: Margarida Comas i Camps, biòloga[59]
- 1 de setembre, Roma: Graziella Pareto, soprano coloratura barcelonesa[60]
- 2 de setembre, Barcelona: Tecla Sala Miralpeix, empresària catalana[61]
- 3 de setembre, Praga: Josep Moix i Regàs, secretari general del PSUC, alcalde de Sabadell, director general de Treball i ministre de Treball al govern espanyol (75 anys).[62]
- 18 de setembre, Hannover, Baixa Saxònia: Mary Wigman, coreògrafa i ballarina alemanya de dansa expressionista.[63]
- 19 de setembre, Santiago de Xile: Joan Alsina i Hurtós, capellà empordanès, assassinat a Xile pel règim de Pinochet (31 anys).
- 9 d'octubre, Filadèlfia: Rosetta Tharpe, cantant i guitarrista nord-americana pionera[64]
- 18 d'octubre, Lo Canet: Margaret Anderson, fundadora, editora i redactora de la revista d'art i literatura The Little Review[65]
- 22 d'octubre, San Juan (Puerto Rico): Pau Casals, violoncel·lista català (96 anys).
- 28 d'octubre, Süchteln: Lis Beyer, artista tèxtil alemanya formada a la Bauhaus[66]
- 19 de novembre, Barcelona: Cèsar Martinell i Brunet, arquitecte a cavall entre el Modernisme i el Noucentisme (84 anys).
- 23 de novembre, l'Hospitalet de Llobregat: Justa Goicoechea, obrera, política catalana i regidora municipal de l'Hospitalet de Llobregat.[67]
- 5 de desembre, l'Ametlla del Vallès: Eugeni Xammar i Puigventós, periodista, diplomàtic i traductor català (85 anys).
- 8 de desembre, Sabadell: Maty Mont, artista de varietats catalana.[68]
- Exeter, Anglaterra: Margarida Comas i Camps, biòloga (80 anys).
- Benissa: María Luisa Palop, pintora valenciana[69]

Resta del món
- 17 de gener, São Paulo: Tarsila do Amaral, pintora modernista, figura emblemática de la pintura del Brasil[70]
- 22 de gener, Haifa, Israel: Yaakov Dori, primer cap de l'Estat Major de les Forces de Defensa d'Israel el 1948 [71]
- 26 de gener, Bucarest, Romania: Edward G. Robinson, actor de teatre i cinema nord-americà, d'origen romanès (79 anys).
- 31 de gener, Oslo, Noruega: Ragnar Frisch, economista noruec guardonat amb el Premi Nobel d'Economia el 1969
- 11 de febrer, Heidelberg, Alemanya: Johannes Hans Jensen, físic alemany, Premi Nobel de Física de l'any 1963
- 2 de març, Passy, França Alina Szapocznikow, escultora polonesa, supervivent de l'Holocaust[72]
- 6 de març, Danby, Vermont: Pearl S. Buck, escriptora estatunidenca Premi Nobel de Literatura del 1938 (80 anys).[73]
- 14 de març:
  - Saint Louis, Missouri, EUA: Howard H. Aiken, enginyer nord-americà[74]
  - Rochester, Nova York, EUA: George Eastman, fotògraf, inventor, i filantrop nord-americà[75]
- 22 de març, Santa Barbara: Hilda Geiringer, matemàtica austríaca.[76]
- 26 de març: 
  - Rio de Janeiro: Maria Martins, escultora, dissenyadora, gravadora, pintora, escriptora i música brasilera[77]
  - Blue Harbor, Kingston, Jamaica: Noël Coward autor dramàtic, guionista, compositor, productor i realitzador britànic[78]
- 8 d'abril, Mogins, Occitània: Pablo Picasso, pintor malagueny abanderat del cubisme (91 anys).[79]
- 25 d'abril, Lausana, Suïssa: Mahmud Taymur, escriptor egipci i estudiós de la llengua i literatura àrabs (78 anys).
- 1 de maig, Vejrum, Dinamarca: Asger Jorn, artista danès (59 anys).[80]
- 12 de maig, Los Angeles: Frances Marion, periodista, escriptora i guionista estatunidenca.[81]
- 18 de maig, Camel-by-the-Sea, Califòrnia, EUA: Jeanette Rankin, política estatunidenca, primera dona triada a la Cambra de Representants dels Estats Units[6]
- 21 de maig, Moscou, Rússia: Ivan Kónev, comandant militar soviètic[6]
- 29 de maig, Kuala Lumpur, Malàisia: P. Ramlee, actor i cantant de Malàisia[82]
- 1 de juny:
  - Bergisch Gladbach, Rin del Nord-Westfàlia, RDA: Heidi Klum, top model[83]
  - New Milford, Connecticut: Helen Parkhurst, pedagoga estatunidenca creadora d'un mètode d'ensenyament individualitzat.[84]
- 14 de juny, Derry, Irlanda del Nord: Muriel Robertson, protozoòloga i bacteriòloga a l'Institut Lister de Londres.[85]
- 20 de juliol, Hong Kong: Bruce Lee, actor estatunidenc d'arts marcials (32 anys).
- 22 de juliol, Moscou, URSS: Aleksandr Mossolov, compositor i pianista rus de principis de l'era soviètica[86]
- 1 d'agost, Groß Dölln, RDA: Walter Ulbricht, principal dirigent de la República Democràtica Alemanya (RDA)[6]
- 2 d'agost:
  - Corbola, prop de Rovigo, Vèneto: Rosetta Pampanini, soprano italiana[87]
  - Asolo, província de Treviso, Vèneto, Itàlia: Gian Francesco Malipiero, compositor italià[88]
- 6 d'agost, Marbella, Espanya: Fulgencio Batista, militar i polític cubà, dictador, cap de l'estat de 1923 a 1959 [6]
- 12 d'agost:
  - Locarno, Suïssa: Walter Rudolf Hess, oftalmòleg i professor universitari suís guardonat amb el Premi Nobel de Medicina o Fisiologia de l'any 1949[89]
  - Mülheim, Alemanya: Karl Ziegler, químic alemany, Premi Nobel de Química de l'any 1963[90]
- 16 d'agost, Hyannis, Massachusetts, EUA: Selman Abraham Waksman, bioquímic nord-americà d'origen rus, Premi Nobel de Medicina o Fisiologia de 1952[91]
- 17 d'agost, París, França: Jean Barraqué, compositor musical francès[86]
- 24 d'agost, Oxford, Anglaterra: Mabel Purefoy Fitzgerald, fisiòloga britànica que estudià la fisiologia de la respiració[92]
- 31 d'agost, Culver City, EUA: John Ford, cineasta conegut pel seu desenvolupament del gènere western (79 anys).
- 2 de setembre, Bournemouth, Anglaterra: J. R. R. Tolkien, escriptor i filòleg anglès (81 anys).[93]
- 11 de setembre, Santiago de Xile: Salvador Allende, president de Xile, mort durant l'assalt al Palacio de la Moneda de l'exèrcit sublevat (65 anys).
- 15 de setembre:
  - Santiago de Xile: Víctor Jara, director teatral, poeta, cantant i compositor xilè (40 anys).
  - Helsingborg, Suècia: Gustau VI Adolf de Suècia, rei de Suècia de la dinastia Bernadotte[94]
- 23 de setembre, Santiago de Xile: Pablo Neruda, poeta, premi Nobel de Literatura, i diplomàtic xilè (69 anys).
- 26 de setembre, Roma: Anna Magnani, actriu italiana[95]
- 4 d'octubre, Redding, Connecticut: Anna Hyatt Huntington, escultora nord-americana i mecenes de les arts [96]
- 17 d'octubre, Roma: Ingeborg Bachmann, escriptora austríaca[97]
- 27 d'octubre, Pontrilas, Herefordshire: Norman Allin, cantant d'òpera de la corda de baix (88 anys).
- 11 de novembre:
  - San Francisco, Califòrnia: James Edward Abbé, fotògraf nord-americà (90 anys).
  - Hèlsinki, Finlàndia: Artturi Ilmari Virtanen, químic finlandès, Premi Nobel de Química de 1945
- 13 de novembre,
  - París: Elsa Schiaparelli, dissenyadora italiana que va dirigir una casa de moda a París[98]
  - Darmstadt, Alemanya: Bruno Maderna, compositor i director d'orquestra italià (53 anys).
  - Saranac Lake, Lila Lee, estrella de cinema durant l'època del cinema mut[99]
- 23 de novembre, Los Angeles, Califòrnia: Adele Buffington, guionista estatunidenca.[100]
- 25 de novembre, 
  - Londres: Laurence Harvey, actor, director, productor i guionista britànic (45 anys).
  - Bucarest: Elisa Leonida Zamfirescu, enginyera i investigadora romanesa[101]
- 18 de desembre, Tucson: Frieda Robscheit-Robbins, patòloga nord-americana[102]
- 20 de desembre, Madrid, Espanya: Luis Carrero Blanco, president del govern espanyol, assassinat amb una bomba pel grup terrorista ETA (69 anys).
- Saragossa: José Ramón Arana, escriptor espanyol considerat un dels millors narradors de l'exili en llengua espanyola
- Madrid, Espanya: María del Pilar Fernández Vega, conservadora de museus.[103]
- Barcelona: Suzanne Davit, artista i il·lustradora científica d'origen francès[104]